# Lóg n-enech
Lóg n-enech [Loɣ 'nːenʼex] („Ehrenpreis“) ist ein Begriff aus dem altirischen Recht. Der zweite Teil des Wortes, enech, bedeutet „Gesicht“ und im übertragenen Sinn „Ehre eines Menschen“. Der walisische Begriff für Lóg n-enech ist wynebwerth (zusammengesetzt aus wyneb, „Gesicht“ und gwerth, „Wert“).

## Der „Ehrenpreis“
Mit Lóg n-enech wird die gesellschaftliche und rechtliche Stellung eines Kelten festgesetzt. Im Falle einer Beleidigung oder Körperverletzung richtete sich die Höhe der dem Geschädigten zustehenden Buße nach seinem hier definierten Rang. Dieser Ehrenpreis stand ausschließlich freien Männern zu, also Mitgliedern der flaith, die neben dem herrschenden Adel und den Druiden die vates („Dichter/Seher“), filid („Musiker/Barden“), Ärzte, Historiker, Schmiede (*kerda-), Wagenmacher und Rechtskundigen, also die áes dána („Leute mit Fähigkeiten“), weiters noch die aithech, die freien Landbesitzer, umfasste. Bei Übergriffen gegenüber Frauen erhielt der Gatte, bei solchen gegen Unfreie ihr Herr die Entschädigung.
Eine Ausnahme war der Ehrenpreis, den die Nebenfrau (irisch adaltrach, vom lateinischen adultera, „Ehebrecherin“) an die erste Frau (irisch cét-muinter, „Erste im Haushalt“, auch prím-ben, „Hauptfrau“) wegen deren durch die Zweitehe erlittenen Kränkung zu leisten hatte. (Siehe auch Keltische Frauen#Eherecht)
Da die oberste Rechnungseinheit in Irland und Wales die Sklavin (altirisch cumal, altkymrisch aghell) war, meist im Wert von zehn Kühen (séoit, singular sét), fünf Pferden oder einem Wagen gerechnet, bemaß man auch den Ehrenpreis von Standespersonen danach. So war etwa nach dem altirischen Recht Críth Gablach („Der gegabelte/verzweigte Kauf“) die Beleidigung des Provinzkönigs mit 14 cumal zu büßen.

## Verwünschung
Da die Gerechtigkeit des Königs (fír flathemon) ein geis (Gebot, Tabu) war, wurde die Ungerechtigkeit in dessen Herrschaft (gau flathemon) in den altirischen Rechtstexten mit dem groben Terminus cacc for enech („Scheiße auf sein Gesicht/seine Ehre“) benannt.